# 三宅美羽
三宅 美羽（みやけ みう、2001年12月14日 - ）は、日本の女性声優。東京都出身。アットプロダクション所属。

## 来歴
小学生から中学生にかけて『かんなぎ』、『あの日見た花の名前を僕達はまだ知らない。』、『Angel Beats!』ぐらいの時期の深夜アニメが好きだった。そこで職業としての声優があることを知り、「将来お仕事をするなら大好きなアニメの世界で、しかも声優さんだったらアニメの世界に入れている感覚にもなれるから、叶うことなら声優さんになりたいなー」とその気持ちが、年齢を重ねるにつれて強固になっていった。深夜アニメに熱中する前は家族で『ひぐらしのなく頃に』を観ていたりもしていたため、ちょっと際どい作品が好きだったと語る。
芸術系の大学に通い、映画学科の演技コースで学んでいたが、そのOBがオーディオドラマのキャスティングに携わっており、演技コースの学生にオーディションの話を持ちかけていた。そのオーディションを受けて選んでもらい、オーディオドラマの吹き替えに参加して声優としての活動を始める。大学関係の縁から声優としてデビューすることになったが、その時はすでに事務所に所属していた。
テアトルアカデミー所属を経て、2024年7月1日にアットプロダクションに所属。

## 人物
趣味として映画鑑賞、読書を挙げている。特技は「耳の穴に耳を入れること」で、自身のSNSのプロフィール欄にも記載しているほか、自身がゲスト出演した番組においてその特技を披露している。
尊敬している声優に宮本侑芽を挙げている。

## 出演
太字はメインキャラクター。

### テレビアニメ
- 夜のクラゲは泳げない（2024年、女生徒[2]）
- 全力ウサギシーズン2（2025年、ウサミ[7]）

### ゲーム
- Link!Like!ラブライブ!（2024年 - 2025年、セラス・柳田・リリエンフェルト[8]）
- モンスターハンターワイルズ（2025年、ノノ[9]）

### 吹き替え
- MIRA（2023年、アメリア[2]）

### ラジオ
※はインターネット配信。
- 三宅美羽のみみぺこ（2025年 - 、QloveR）[10][11]
- 三宅美羽先生はたぬきでした。（2025年 - 、ニコニコチャンネルプラス）[12]

### その他コンテンツ
- Amazon Audible The Sandman（2022年、ケイト・フィッチャー[2]）
- だれかの心臓になれたなら（2022年、リノ[2]）
- ボイスドラマ 離婚後夜（2023年、香帆[2]）